# Möre

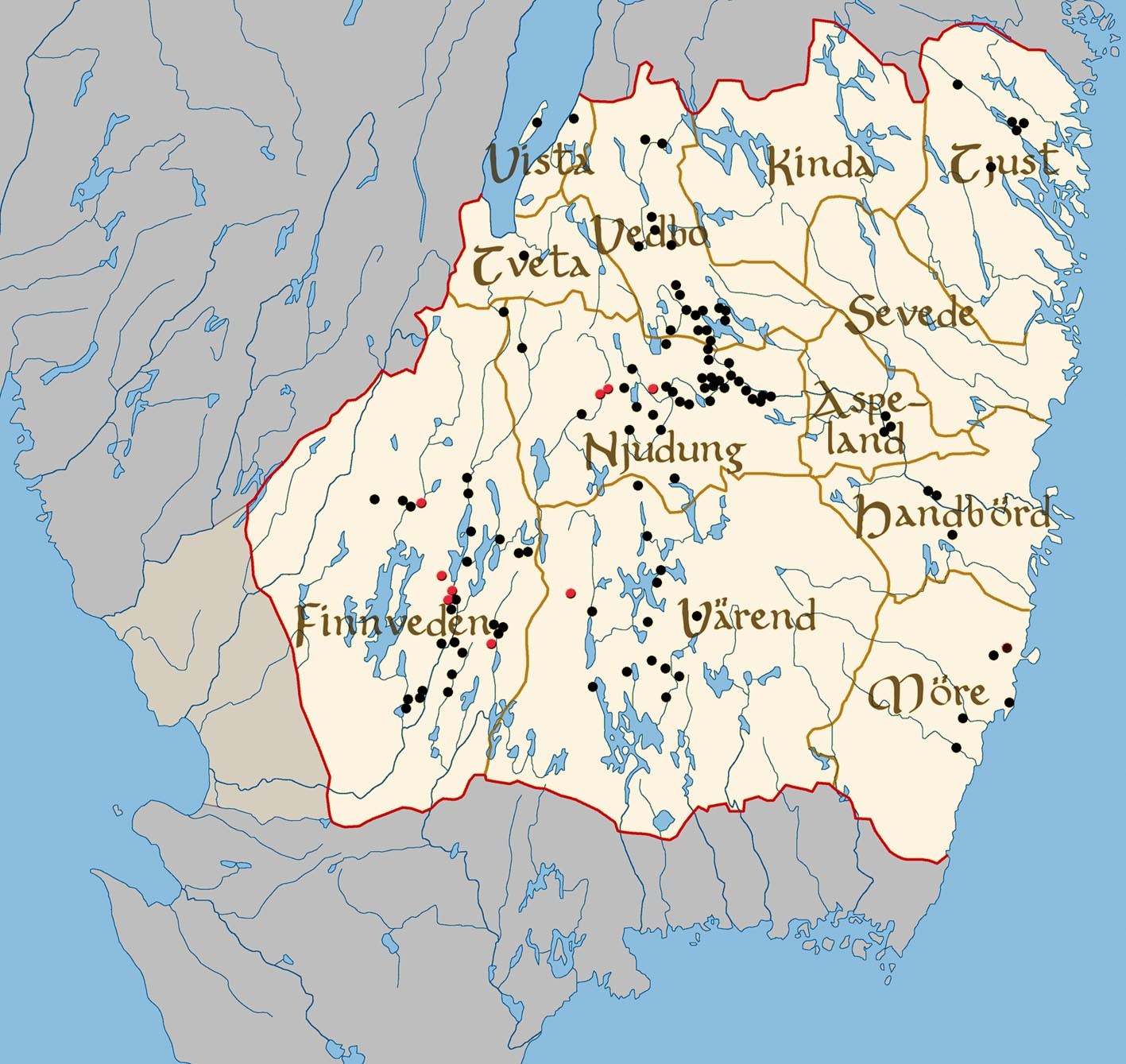
Smålands „kleine Länder“. Die Punkte zeigen Runensteine. Die roten Punkte weisen auf Runensteine hin, die von langen Reisen berichten.

Möre war eins der sogenannten „kleinen Länder“ aus denen die Provinz Småland (Schwedisch: „kleine Länder“) entstand. Es bestand aus den Kreisen (härader) Södra Möre härad und Norra Möre härad.